# Brooklyn (Connecticut)
Brooklyn és una població dels Estats Units a l'estat de Connecticut. Segons el cens del 2005 tenia 7.711 habitants.

## Demografia
Segons el cens del 2000, Brooklyn tenia 7.173 habitants, 2.531 habitatges, i 1.837 famílies. La densitat de població era de 95,6 habitants per km².
Dels 2.531 habitatges en un 34% hi vivien nens de menys de 18 anys, en un 56,9% hi vivien parelles casades, en un 11,5% dones solteres, i en un 27,4% no eren unitats familiars. En el 21,8% dels habitatges hi vivien persones soles el 9,8% de les quals corresponia a persones de 65 anys o més que vivien soles. El nombre mitjà de persones vivint en cada habitatge era de 2,59 i el nombre mitjà de persones que vivien en cada família era de 2,99.
Per edats la població es repartia de la següent manera: un 23,7% tenia menys de 18 anys, un 7,2% entre 18 i 24, un 32,6% entre 25 i 44, un 23,7% de 45 a 60 i un 12,9% 65 anys o més.
L'edat mediana era de 38 anys. Per cada 100 dones de 18 o més anys hi havia 108,5 homes.
La renda mediana per habitatge era de 49.756 $ i la renda mediana per família de 60.208 $. Els homes tenien una renda mediana de 39.246 $ mentre que les dones 28.889 $. La renda per capita de la població era de 20.359 $. Aproximadament el 4,2% de les famílies i el 5,8% de la població estaven per davall del llindar de pobresa.